# Front Nacional del Balawaristan
|  | Per a altres significats, vegeu «Sant Germà». |

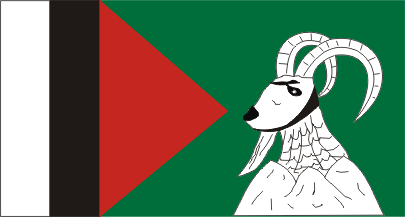
Bandera del Front Nacional del Balawaristan

El Front Nacional del Balawaristan (Balawaristan National Front, BNF) és una organització política del Balawaristan al Pakistan.
Fou creat el 30 de juliol de 1992 sota la direcció de Nawaz Khan Naji, amb l'objectiu de treballar en favor dels drets humans i polítics del poble balawaristanès. El president actual (2000) de l'organització és Abdul Hamid Khan, una persona molt notable, d'un tracte personal exquisit, i un devot de la independència nacional. La bandera del BNF fa funcions de bandera nacional del Balawaristan.